# Samuel Buschenfeldt den yngre
Samuel Buschenfeldt den yngre, född 1701 i Falun, död 2 mars 1740 i Stockholm, var en svensk kompositör. 

## Biografi
Buschenfeldt den yngre föddes i Falun 1701 som son till markscheider Samuel Buschenfeldt den äldre och Emerentia Lybecker. Han skrevs in vid Uppsala universitet 1712 som minderårig med informator. Han vistades  1719 i riksrådet Carl Gustaf Dückers hov i Stockholm. Han blev musikstipendiat 1720-1723 under director musices Eric Burman.  1721-1725 var han bekant med familjen Steuchius: professor Johannes Steuchius och hans döttrar samt ärkebiskop Mattias Steuchius med hustru. Med Johan Helmich Roman stod han i förbindelse som notskrivare och kompositör av sats 6 i Romans svit i d-moll BeRI 103.  1725 blev han auskultant i Bergskollegium och slutade som notarie där 1736. Han avled 1740. I bouppteckningen fanns bland annat ett klaver men inga musikalier.